# Пьенины (национальный парк)
Пьенины (словацк. Pieninský národný park) — национальный парк на севере Словакии. Расположен на западе горного массива Пьенины, на границе с Польшей. Это самый маленький национальный парк страны; его площадь составляет всего 37,5 км², а площадь буферной зоны — 224,44 км².
Расположен в районах Кежмарок и Стара-Любовня Прешовского края. Парк был основан 16 января 1967 года с площадью всего 21,25 км²; его границы были расширены в 1997 году. Парк славится красотой природы, главным образом ущелья реки Дунаец, которое является популярным местом рафтинга и пеших походов. Пьенины предлагают также традиционные для этих мест фольклор и архитектуру, преимущественно в деревне Червены-Клаштор, где расположен музей народной культуры.

## Галерея

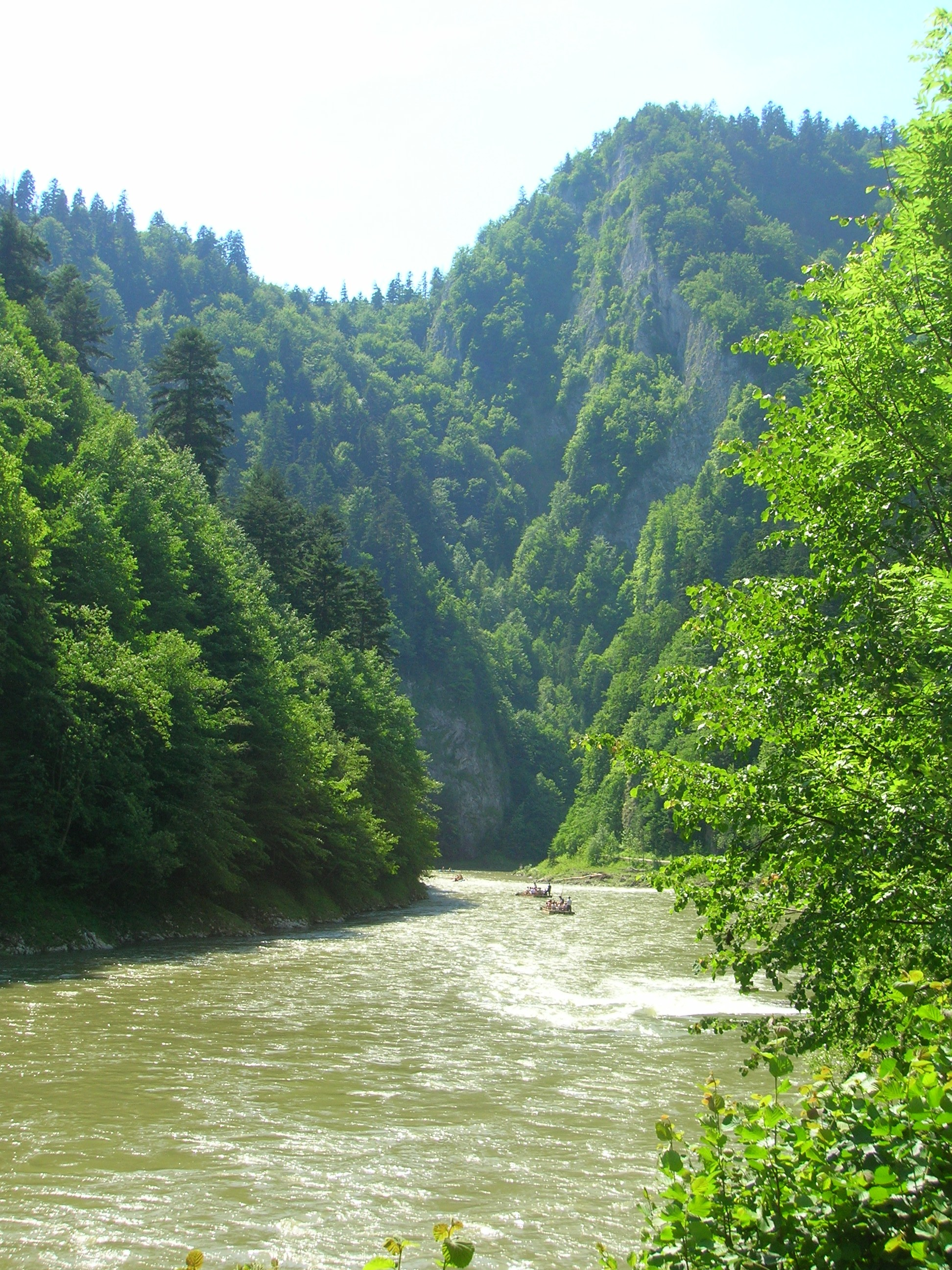
Ущелье реки Дунаец
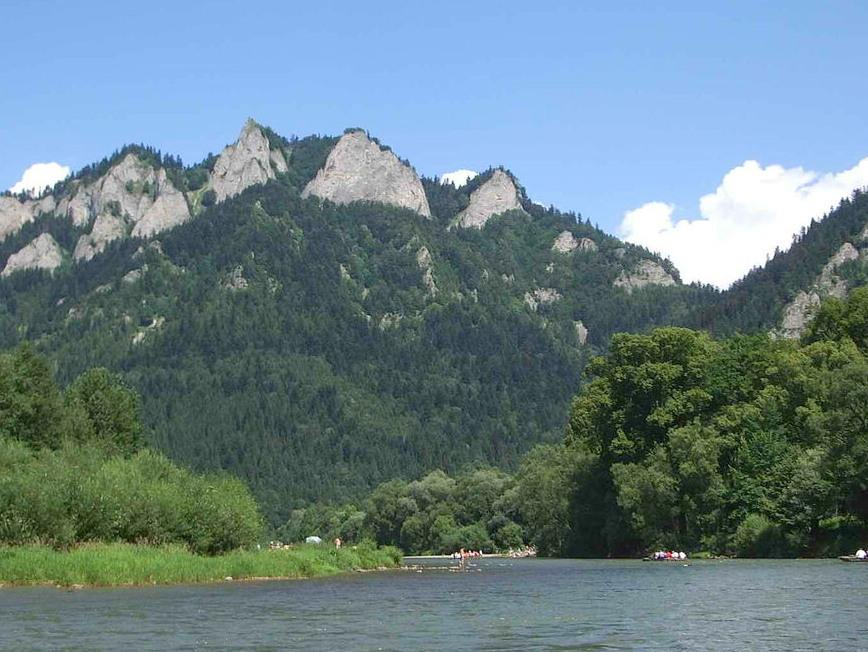
Горы «Три Короны»
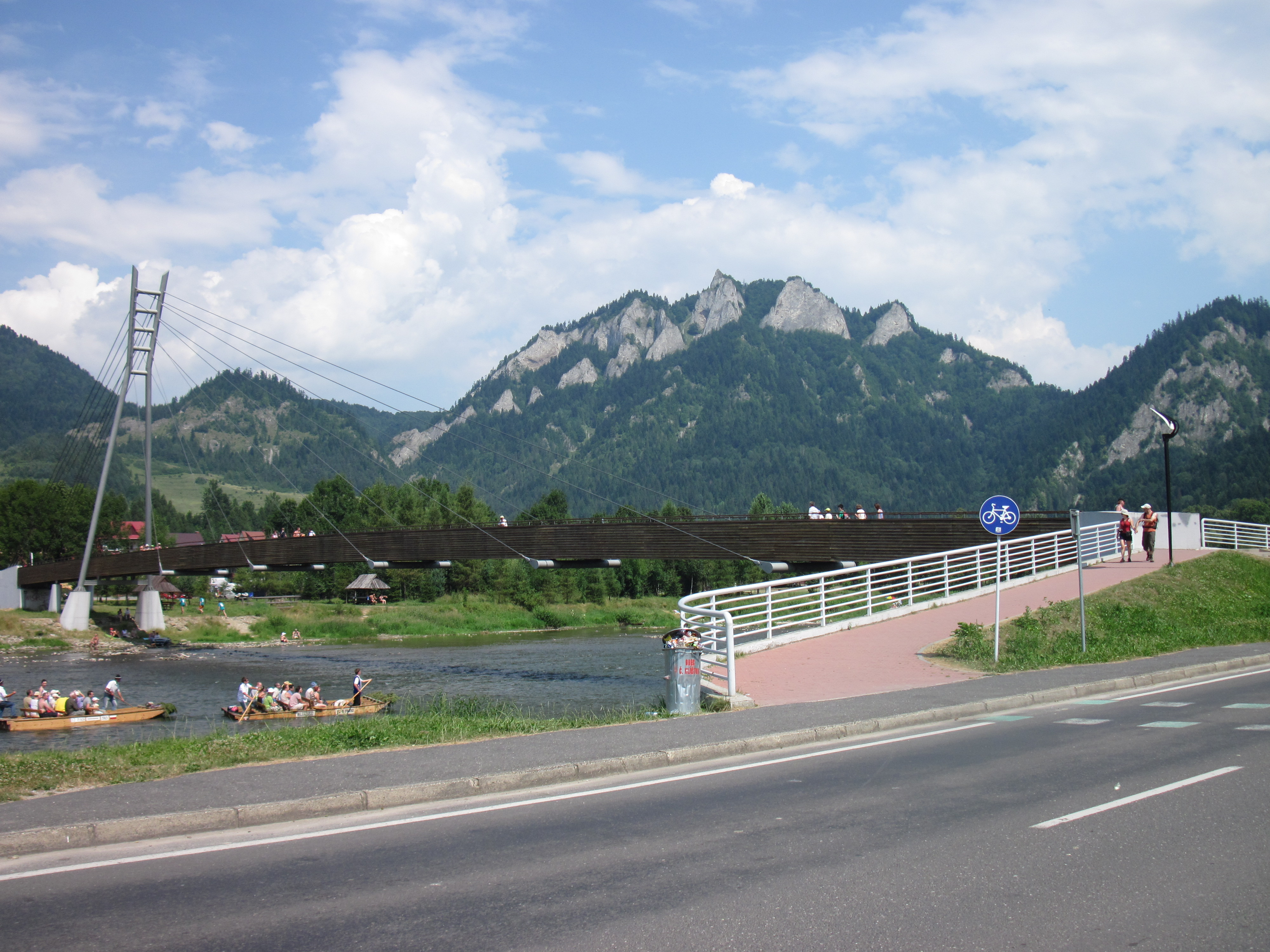
Вид на «Три Короны»